# 한국개발협력진흥원
한국개발협력진흥원(Korea Institute of International Development, 약칭 KIID)은 대한민국의 국제개발협력의 심층연구 및 교육 등을 통하여 대한민국의 개발협력을 진흥하기 위해 설립된 대한민국의 연구 및 교육조직이다. 협력국 대상 연수, 개발협력 연구, 민관협력 사업, 국제기구 프로젝트 등의 국제개발협력 진흥 및 연구 활동과 관련 사업들을 벌이고 있다. 서울사무소는 서울특별시 강남구 도곡로 1길 14에 위치하고 있다. 

## 조직

### 이사회
- 원장실
- 자문위원회
- 부설연구소

#### 사업부문
- 국제개발사업본부
- 교육연수사업본부
- 컨설팅사업본부
- 경영관리본부

## 기관 소개
- 설립 목적: 대한민국의 국제개발협력을 진흥하여 수원국의 경제사회발전에 기여
- 미션: 글로벌상생과사회적가치를 달성하는 개발협력 전문 컨설팅 기관
- 핵심가치: 상생, 협력, 소통